# Ivan Šarčević
Ivan Šarčević (Rumboci, Prozor-Rama, 12. rujna 1963.) bosanskohercegovački je franjevac, teolog i profesor na Franjevačkoj teologiji u Sarajevu.

## Životopis
Ivan Šarčević rođen je 12. rujna 1963. godine u Rumbocima, Prozor-Rama, od oca Mije i majke Marije rođ. Baketarić. Osnovnu školu završio je u Pleternici (Republika Hrvatska), gimnaziju u Visokom, novicijat također u Visokom a Filozofsko-teološki studij u Sarajevu. Na postdiplomskom je bio u Rimu gdje je magistrirao 1992. s temom "Reći ime Božje danas" a doktorirao 1995. s temom "Narativna teologija". Za svećenika je zaređen 29. lipnja 1988. u Sarajevu.
Bio je pomoćnik prefekta u Sjemeništu (1988-9) i predavao vjeronauk. Od 1995. profesor je pastoralne teologije i katehetike na Franjevačkoj teologiji u Sarajevu. Vršio je službu odgojitelja, bio je tajnik i dekan Franjevačke teologije u Sarajevu, pročelnik Katehetskog ureda Vrhbosanske nadbiskupije. Bio je glavni urednik mjesečne revije Svjetlo riječi. Bio gost-kolumnist Oslobođenja. Član je P.E.N. Centra u Bosni i Hercegovini. Sudionik je brojnih simpozija i seminara, svojim prilozima javlja se u Bosni franciscani, Biltenu Teologije, Svjetlu riječi, Bosni Srebrenoj, Katehezi, Đakovačkom Vjesniku, Kalendaru sv. Ante, Kani.

## Pogledi

### Područja istraživanja
Zanima se za pitanja naviještanja i svjedočenja vjere, religioznoga jezika, odnosa vjere i sekularnog/pluralnog društva (politička teologija, ateizam...), ekumenizma i međureligijskoga dijaloga, opraštanja i pomirenja u multireligijskom postratnom društvu, pitanjima odnosa vjere i umjetnosti, posebno književnosti. Sudjeluje na znanstvenim skupovima, ekumenskim i međureligijskim susretima.

### Objavljena djela
Objavio je sljedeće knjige: Tri tajne (Svjetlo riječi, 2003); Zečevi, zmije i munafici (Synopsis, 2014); Oslovljavanje davnih riječi (Synopsis, 2017); Pastoralna teologija od Andrića do Bezića. Prikaz hrvatskih udžbenika pastoralne teologije 19. i 20. stoljeća (Ravnokotarski Cvit, Split 2018); Opraštanje i sjećanje (Ex libris 2021); Dijalog iz vjere (Kršćanska sadašnjost 2021).

### Nacionalizam i religija
Šarčevićev teološki i javni angažman usmjeren je prema upozoravanju na zloporabe religijskoga u političkom prostoru, napose uloge nacionalizma u religijskom javnom govoru. O ulozi religijskih vođa za vrijeme rata u BiH za news portal Svete Stolice Vatican News (2020.) je rekao "... počinili smo mnoge greške i zablude tijekom rata. Ne svi, ali većina hijerarhije nije se ponašala dobro, što vrijedi za sve tri religije ili konfesije. Nismo učinili ni ono o čemu je toliko govorio papa Ivan Pavao II., čišćenje memorije, nismo priznali naše krivice, u smislu institucijske i političke odgovornosti". U istom intervjuu je rekao da "nama trebaju duhovno integralne osobe. Ne oni koji od vlastite vjere čine spektakl ili praznu obrednost. Ne, mi trebamo osobe koje su posvećene suživotu i koje iz dana u dan žive zajedno sa susjedima različite vjere ili nacionalnosti. Osobe koje neće biti površne, već s uvjerenjem i stavom koji proizlazi iz vjere, iz nutrine".